# Nowe Łubki
Nowe Łubki (prononciation : [ˈnɔvɛ ˈwupki]) est un village polonais de la gmina de Bulkowo dans le powiat de Płock de la voïvodie de Mazovie dans le centre-est de la Pologne.
Le village compte approximativement une population de 470 habitants.

## Histoire
De 1975 à 1998, le village appartenait administrativement à la voïvodie de Płock.